# Joseph Schocken
Joseph Schocken, genannt Julius Schocken, (* 19. Oktober 1872 in Margonin bei Posen; † 4. November 1934 in Berlin) war ein deutscher Einzelhandels-Kaufmann jüdischen Glaubens und Synagogenvorsteher in Bremerhaven.

## Biografie
Schocken kam aus einer Familie, die von Zwickau aus eine Kaufhauskette betrieb. Nach seiner kaufmännischen Ausbildung zog er 1903 mit seiner Ehefrau Jeanette Schocken nach Bremerhaven. Er eröffnete mit Jakob Spiro, der 1913 aus dem Unternehmen wieder ausschied, das dortige Kaufhaus Schocken an der Bürgermeister-Smidt-Straße. 1929 erwarb Schocken zusätzlich das Kaufhaus S. Hirsch in Geestemünde, Georgstraße 51. Sein Unternehmen gehörte zwar juristisch nicht zum Kaufhauskonzern Schocken seiner Brüder, war aber organisatorisch (z. B. in Waren-Einkauf und in den fortschrittlichen Methoden der Personalausbildung) eng damit verbunden, er war auch Mitglied im Aufsichtsrat des Konzerns.
Als aktives Mitglied der Synagogen-Gemeinde Lehe-Geestemünde wurde Schocken 1928 zum Synagogenvorsteher gewählt; dieses Amt übte er bis zu seinem Tod aus. Ab 1928 wohnte er in Lehe, Wurster Straße 106 (Villa Schocken). Jeanette Schocken führte das Unternehmen nach seinem Tod bis 1938 fort.

### Ehrungen
- Das Wohnhaus in Lehe wurde 1942 an die Kriegsmarine übereignet. 1948 gelangte es an die Arbeiterwohlfahrt und ist als Villa Schocken ein Altersheim.
- Im Gedenken an Jeanette Schocken und zur Erinnerung an die Verfolgung jüdischer Mitbürger stifteten 1991 Bremerhavener Bürger den Jeanette Schocken Preis für Literatur.